# کلمبوس (کنتاکی)
کلومبوس (به انگلیسی: Columbus) شهری در ایالت کنتاکی کشور ایالات متحده آمریکا است که جمعیت آن در سرشماری سال ۲۰۱۰ میلادی، ۱۷۰ نفر بوده‌است.